# 圣贝尔纳多 (马拉尼昂州)
圣贝尔纳多是巴西马拉尼昂州的一个市镇。总面积1006.657平方公里，总人口26615人，人口密度26.4人/平方公里。